# 何塞·吉劳
何塞·吉劳·卡夫雷拉（西班牙語：José Guirao Cabrera，1959年6月9日—2022年7月11日）是西班牙文化产业管理专家，原索菲娅王后国家艺术中心博物馆馆长。曾任西班牙文化与体育大臣。

## 生平
毕业于莫夕亞大學西班牙语语言文学专业。1983年至1987年担任阿爾梅里亞省议会文化部负责人，1988年至1993年担任安达卢西亚政府文化资产部门总经理。
1993年被任命为西班牙文化部美术品和档案资料馆负责人。1994年至2001年担任索菲娅王后国家艺术中心博物馆馆长。任职期间，他发动了博物馆扩建项目。项目总建筑师由让·努维尔担任。
2001年到2014年，担任马德里“光明之家”文化中心主任。2013年，文化中心成为馬德里儲蓄銀行基金会的一部分。他被任命为该基金会总干事。
2018年，在马克西姆·韦尔塔因个人税务问题被迫辞职后，首相桑切斯将他任命为文化与体育大臣，于6月14日就任。2020年1月，何塞·曼努埃尔·罗德里格斯·乌里韦斯接替其职务。